# مید جانسون
مید جانسون (انگلیسی: Mead Johnson) شرکت داروسازی آمریکایی است، که در سال ۱۹۰۵ توسط ادوارد مید جانسون تأسیس شد.